# 진화 윤리
진화 윤리(進化倫理, 영어: evolutionary ethics)는 진화 이론이 윤리나 도덕에 대한 우리의 이해에 어떻게 관련될 수 있는지를 탐구하는 탐구 영역이다. 진화 윤리에 의해 조사된 문제의 범위는 매우 넓지만 진화 윤리의 지지자들은 진화 윤리의 문제가 서술적 윤리, 규범적 윤리, 그리고 메타 윤리의 분야에서 중요한 의미를 가지고 있다고 주장한다.
서술적 진화 윤리는 인간의 심리학과 행동을 형성하는데 있어 진화론의 역할에 기초한 도덕성에 대한 생물학적 접근법으로 구성된다. 도덕성에 대한 생물학적 접근 방식은 진화 심리학, 사회 생물학 또는 윤리학과 같은 과학 분야에 기초할 수 있으며, 특정한 인간의 도덕적 행동, 능력 및 성향을 진화적인 용어로 설명한다. 예를 들어 근친상간은 도덕적으로 잘못되었다는 거의 보편적인 믿음은 인간의 생존을 더욱 심화시킨 진화적 적응으로 설명될 수 있다.
반면에 규범적(또는 규범적) 진화적 윤리는 도덕적 행동을 설명하는 것이 아니라 특정한 규범적 윤리 이론이나 주장을 정당화하거나 부인하는데, 예를 들어, 규범적 진화 윤리의 일부 지지자들은 진화 이론이 다른 동물들에 대한 인간의 도덕적 우월성에 대한 널리 퍼져있는 견해를 훼손한다고 주장했다.
진화론적 메타윤리학은 진화론이 윤리적 담론의 이론과 객관적 도덕적 가치가 존재하느냐의 문제, 객관적 도덕적 지식의 가능성에 대해 연구하고 있다. 그 예시로 일부 진화 윤리학자들은 다양한 형태의 도덕적 반현실주의와 도덕적 회의주의를 옹호하기 위해 진화 이론에 호소한다.

## 역사
진화와 윤리 사이의 관계를 탐구하려는 첫 번째 주목할 만한 시도는 찰스 다윈이 The Descent of Man (1871년)에서 찾을 수 있다. 책 속 4장과 5장에서 다윈은 인간과 동물 사이에 절대적인 차이가 없다는 것을 보여주기 위해 인간 도덕의 기원을 설명하기 시작했는데 다윈은 세련된 도덕적 감각, 즉 양심이 사회적 동물로서의 본성에 뿌리를 둔 사회적 본능에서 시작된 자연 진화 과정을 통해 어떻게 발전할 수 있었는지를 설명했다.
다윈의 "The Decent of Man"이 출판된 지 얼마 되지 않아 진화 윤리는 매우 다른, 훨씬 더 의심스러운 사회 다윈주의의 형태로 전환되기 시작했다. 허버트 스펜서와 윌리엄 그레이엄 섬너와 같은 선도적인 사회 다윈주의자들은 생물학적 진화의 교훈을 사회와 정치 생활에 적용하려고 노력했으며 이들은 자연에서와 마찬가지로 경쟁투쟁과 '적자생존'이라는 무자비한 과정을 통해 진보가 일어나기 때문에 정부가 무제한적인 기업경쟁을 허용하고 사회복지법으로 '약자'나 '부적합자'를 보호하려는 노력을 하지 않으면 인간의 진보는 일어날 수 없다고 주장한다. 토마스 헨리 헉슬리, G.E. 무어, 윌리엄 제임스, 존 듀이와 같은 비평가들은 다윈주의로부터 윤리적, 정치적 교훈을 얻으려는 그러한 시도를 강하게 비판했으며, 20세기 초에는 사회적 다윈주의가 널리 불신받게 되었다.
진화 윤리의 현대적 부활은 1975년 에드워드 오스본 윌슨의 저서 Sociobiology로 시작되었다. 이 책 속에서 윌슨은 다양한 인간적, 비인간적 사회적 행동에 대한 원인이 유전적 인 곳에 있다고 주장하고 있다. 이 주장은 진화 윤리에 대해 최근 수십 년 동안 과학계와 철학계 모두에서 활발한 토론 주제가  되어 현재까지 진행 중이다.

## 서술적 진화 윤리
참고 항목: 도덕의 진화
진화 윤리의 가장 널리 받아들여지는 형태는 서술적 진화 윤리이다. 서술적 진화 윤리는 다양한 종류의 도덕적 현상을 전부 또는 부분적으로 유전적인 용어로 설명하려고 한다. 다루어진 윤리적 주제에는 이타적 행동, 보존 윤리, 타고난 공정성, 규범적 지도 능력, 친절이나 사랑의 감정, 자기 희생, 근친상간 기피, 부모 보호, 일부일처제, 경쟁력과 응징과 관련된 감정, 도덕적 "부정" 그리고 위선이 포함된다.
진화심리학에서 핵심 쟁점은 자연선택의 과정이 종들의 환경의 변화에 더 잘 적응하는 유전자의 곱셈에 기초할 때 인간과 비인간 모두에서 어떻게 이타적인 감정과 행동이 진화했는가 하는 것이다. 이를 다루는 이론은 친족 선택, 집단 선택, 그리고 상호 이타주의(직접적이고 간접적이며 사회 전반적 규모)를 포함했다. 서술적 진화 윤리학자들은 또한 다양한 유형의 도덕적 현상을 직접적인 적응적 이점 때문에 진화한 적응으로 보아야 하는지, 아니면 적응적 행동의 부작용으로 진화한 분사로 보아야 하는지에 대해 논의해왔다.

## 규범적 진화 윤리
규범적 진화 윤리는 진화 윤리의 가장 논란이 많은 분야이다. 규범적 진화 윤리는 어떤 행위가 옳고 그르고 어떤 것이 좋은지 나쁜지를 진화적인 관점에서 정의하는 것을 목표로 한다. 그것은 단순히 기술하는 것이 아니라 목표, 가치, 의무를 규정하는 것으로 위에서 논의된 사회적 다윈주의는 역사적으로 가장 영향력 있는 규범적 진화 윤리다. 철학자 G.E. 무어가 잘 주장했듯이, 많은 초기 버전의 규범적 진화 윤리는 무어가 자연주의적 오류라고 부르는 논리적 오류를 범하는 것처럼 보였다. 이것은 선과 같은 규범적인 속성을 쾌락이나 생존과 같은 비규범적이고 자연주의적인 속성으로 정의하는 실수였다.
좀 더 정교한 형태의 규범적 진화 윤리는 자연주의적 오류나 숙고된 오류를 범하지 않게 된다. 그러나 모든 종류의 규범적 진화 윤리는 진화적 사실이 어떻게 합리적인 대리인을 위한 규범적 권한을 가질 수 있는지를 설명할 수 없다. "왜 어떤 사람이 주어진 특성을 가지고 있는지에 관계없이, 이성적인 대리인에 대한 질문은 항상: 내가 그것을 행사하는 것이 옳은가, 아니면 내가 할 수 있는 한 그것을 포기하고 저항해야 하는가?"

## 진화론
진화론은 우리에게 도덕적으로 옳고 그른 것을 말할 수 없을지도 모르지만, 도덕적인 언어의 사용을 밝혀줄 수 있거나, 객관적인 도덕적인 사실의 존재나 도덕적인 지식의 가능성에 의문을 던질 수 있다는 것에 의미가 있다. 에드워드 오스본 윌슨, 리처드 조이스, 샤론 스트리트과 같은 진화 윤리학자들은 그러한 주장을 옹호해 왔다.
진화론적 메타윤리를 지지하는 일부 철학자들은 그것을 아리스토텔레스의 기술론 또는 인간이 번성하고 있다는 다른 목표 지향적 설명에 의존하는 인간 복지에 대한 관점을 손상시키기 위해 사용하고 있다. 많은 사상가들은 도덕적 현실주의를 부정하거나 도덕적 회의론을 지지하기 위한 시도로 진화론에 호소한다. 샤론 스트리트는 진화 심리학이 도덕적 실재론을 약화시킨다고 주장하는 저명한 윤리학자 중 한 명으로 스트릿은 인간의 도덕적 의사결정은 진화적 영향과 함께 "완전히 포화상태"라고 이야기 한다. 그녀는 자연선택은 도덕적인 진리를 추적하는 것이 아니라 건강을 증진시키는 도덕적 기질이 존재한다면 보상을 주었을 것이라고 주장하며 생존과 번식을 목적으로 하는 "도덕적으로 맹목적인" 윤리적 특성이 독립적인 도덕적인 진실과 밀접하게 일치한다면 그것은 놀랍고도 있을 수 없는 우연일 것이라고 추측하고 있다. 그렇기에 우리는 우리의 도덕적 신념이 객관적인 도덕적 진리를 정확하게 추적한다고 확신할 수 없다는 결과에 다다를 수 있다. 결과적으로, 현실주의는 우리에게 도덕적 회의주의를 받아들이도록 강요하고 있으며 그러한 회의론은 믿을 수 없다고 스트리트는 주정한다. 그러므로 우리는 현실주의를 배격하고 대신 합리적으로 정당한 도덕적 신념을 허용하는 반현실주의적인 관점을 수용해야 한다는 것을 알 수 있다.
도덕적 실제론을 옹호하는 사람들은 두 가지 종류의 대답을 제공했는데 하나는 진화된 도덕적 반응이 도덕적 진실과 급격히 다를 수 있다는 것을 부정하는 것이다. 예를 들어 David Copp에 따르면, 진화는 사회적 평화, 화합, 그리고 협력을 촉진하는 도덕적 반응을 선호할 것라고 추측했지만 그러한 자질들은 객관적인 도덕 진리에 대한 어떤 그럴듯한 이론의 핵심에 있는 자질들이므로 진화를 부인하거나 도덕적 회의론을 수용하는 등 스트릿이 주장하는 "딜레마"는 잘못된 선택이라는 결과가 나온다.
스트릿에 대한 두 번째 대답은 스트릿이 주장하는 것처럼 도덕성이 진화적 영향과 함께 "포화"되어 있다는 것을 부정하는 것이였다. 예를 들어, 윌리엄 피츠패트릭은 " 우리의 많은 도덕적 신념의 내용에 중요한 진화적 영향이 있더라도, 우리의 도덕적 신념의 많은 부분이 우리의 수학적, 과학적, 그리고 철학과 마찬가지로 자율적인 도덕적 성찰과 추론을 통해 부분적으로(또는 경우에 따라서는 전적으로) 도달될 가능성이 남아 있다"고 주장한다. 신학적 신념" 문화 및 역사적 시기에 걸쳐 도덕적 규범의 넓은 변동성은 도덕성이 스트리트(Street)의 주장처럼 유전적 요인에 의해 만연해 있는지 설명하기가 어렵다는 문제가 있다.
진화 윤리학자들이 도덕적 사실주의를 드러내기 위해 사용하는 또 다른 일반적인 주장은 인간의 윤리적 반응을 설명하는 진화 심리학이 성공함으로써 도덕적 진리의 개념을 "설명할 수 없을 정도로 과장되게" 만든다는 것이다. 예를 들어, 우리가 왜 부모들이 순전히 진화적인 용어로 그들의 아이들을 자연적으로 사랑하고 보살피는지 충분히 설명할 수 있다면, 어떤 설명적인 일을 하기 위해 어떤 "스포키한" 현실주의적인 도덕적인 진리를 발동할 필요가 없다. 그러므로, 이론적 단순성의 이유로 우리는 그러한 진리의 존재를 내세우지 말아야 하며, 대신에 객관적 도덕 진리에 대한 널리 퍼져 있는 믿음을 "우리가 서로 협력하도록 하기 위해 유전자에 의해 우리를 속인 환상"으로 설명해야 한다."
다윈주의와 도덕적 현실주의를 결합하는 것은 인식론에서 용납할 수 없는 결과를 초래하지 않으며 비정규적으로 동일한 두 세계는 규범적으로 다를 수 없다. 규범적 성질의 인스턴스화는 우리와 같은 세계에서 형이상학적으로 가능하며 도덕적 감각의 계통발생적 채택은 윤리적 규범으로부터 독립적이고 객관적인 진리 가치를 박탈하지 않는 것을 알 수 있다. 일반적인 이론적 원칙과 병행하는 것이 존재하며, 그 자체로는 변하지 않는 것이 조사 중에 발견되었다. 윤리적 우선권은 다른 우선지식을 이용할 수 있는 정도까지 정당화되며 유사한 상황을 면밀히 조사하면서, 개발자는 명확한 법칙에 따라 이상화된 모델을 고려해왔다. 사회적 관계에서, 상호 수용 가능한 행동은 숙달되었고 경쟁자들 간의 경쟁 속에서 협력적인 해결책은 내쉬 균형에 의해 제시된다. 이 행동 패턴은 기존의 (기하학적으로 건설적인) 것이 아니라 역학의 힘 또는 운동량 평형과 유사한 객관적 관계를 나타낸다고 설명할 수 있다.

## 같이 보기
- 동물적 신념
- 생명 윤리학
- 우생학
- 도덕의 진화
- 게임이론
- 사회 진화론
- 진화적 기업이론

## 참고
1. ^ William Fitzpatrick, "Morality and Evolutionary Biology.[16]" Stanford Encyclopedia of Philosophy
2. ^ Gregory Bassham, The Philosophy Book: From the Vedas to the New Atheists, 250 Milestones in the History of Philosophy. New York: Sterling, 2015, p. 318.
3. ^ Richard Hofstadter, Social Darwinism in American Thought, rev. ed. Boston: Beacon Press, 1955, p. 203.
4. ^ Fitzpatrick, "Morality and Evolutionary Biology," Section 3.2.
5. ^ Sharon Street, "A Darwinian Dilemma for Realist Theories of Value." Philosophical Studies, 127: 109–66.
6. ^ David Copp, "Darwinian Skepticism about Moral Realism." Philosophical Issues, 18: 186–206.
7. ^ Fitzpatrick, "Morality and Evolutionary Biology," Section 4.1.
8. ^ Michael Ruse and E. O. Wilson, "The Evolution of Ethics." New Scientist, 102: 1478 (17 October 1985): 51–52.
9. ^ Skarsaune Knut Olav. “Darwin and moral realism: survival of the iffiest”. Retrieved 26.01.2021 from http://link.springer.com/article/10.1007/s11098-009-9473-8
10. ^ Coons, Christian. “How to prove that some acts are wrong (without making substantive moral premises)//”Philosophical Studies”, (2011), 155, (1), 83-98. ISSN 0031-8116
11. ^ Lutz Matthew & Lenman James. ”Moral Naturalism”, “The Stanford Encyclopedia of Philosophy” (Fall 2018 Edition), Edward N. Zalta (ed.), URL= https://plato.stanford.edu/archives/fall2018/entries/naturalism-moral/
12. ^ Shafer-Landau, R. Evolutionary debunking moral realism and moral knowledge//”J. Ethics and Social Philosophy”. ((2012), 7, (1), 1-37
13. ^ Rosenberg, Alex. “Will genomics do more for metaphysics than Locke?”//Boniolo, Giovanni & De Anna, Gabriele, “Evolutionary Ethics and Contemporary Biology”, Cambridge University Press: [Cambridge etc., 2009], p.178-198. ISBN 978-0-521-12270-2
14. ^ Mazlovskis Arnis, “Evolutionary, timeless. and current ethos”//”Reliģiski-filozofiski raksti” [Religious-Philosophical Articles] (2020), XXVIII, p.55-73. ISSN 1407-1908

## 참고 문헌
- Huxley, Thomas Henry (1893). "진화와 윤리". In Nitecki, Matthew H.; Nitecki, Doris V. (eds.). Evolutionary Ethics. Albany: State University of New York (published 1993). ISBN 0-7914-1499-X.
- Ruse, Michael (1995). "Evolutionary Ethics: A Phoenix Arisen". In Thompson, Paul (ed.). Issues in Evolutionary Ethics. Albany: State University of New York. ISBN 0-7914-2027-2.

1. ↑  FitzPatrick, William (2021).  Zalta, Edward N., 편집. 《Morality and Evolutionary Biology》 Spring 2021판. Metaphysics Research Lab, Stanford University.
2. ↑  찰스 다윈, 인간의 유래와 성 선택 (2010.4.15). 〈B6, 128*188mm〉. 《원제: (The)descent of man, and selection in relation to sex》 번역본판. 지만지. 170쪽.
3. ↑  McGurk, Valerie (2015년 2월 18일). “The Math Book – From Pythagoras to the 57thDimension, 250 Milestones in the History of Mathematics Pickover Clifford A The Math Book – From Pythagoras to the 57thDimension, 250 Milestones in the History of Mathematics 528pp £12.99 Sterling Publishing 978 1 4027 8829 1 1402788290”. 《Nursing Standard》 29 (25): 32–32. doi:10.7748/ns.29.25.32.s40. ISSN 0029-6570.
4. ↑  Hofstadter, Richard (1944년 12월 31일). “Social Darwinism in American Thought, 1860-1915”. doi:10.9783/9781512816976.
5. ↑  FitzPatrick, William J. 《Why Darwinism Does Not Debunk Objective Morality》. Cambridge: Cambridge University Press. 188–201쪽. ISBN 978-1-316-45940-9.
6. ↑  《Sharon Street (2006), 'A Darwinian Dilemma for Realist Theories of Value', Philosophical Studies, 127, pp. 109-66.》. Routledge. 2017년 3월 2일. 263–320쪽. ISBN 978-1-315-25576-7.
7. ↑  Copp, David (2008년 9월). “DARWINIAN SKEPTICISM ABOUT MORAL REALISM*”. 《Philosophical Issues》 18 (1): 186–206. doi:10.1111/j.1533-6077.2008.00144.x. ISSN 1533-6077.
8. ↑  FitzPatrick, William J. 《Why Darwinism Does Not Debunk Objective Morality》. Cambridge: Cambridge University Press. 188–201쪽. ISBN 978-1-316-45940-9.
9. ↑  Spinney, Laura (2009년 2월). “Review: Evolution: The first four billion years edited by Michael Ruse and Joseph Travis”. 《New Scientist》 201 (2694): 49. doi:10.1016/s0262-4079(09)60383-3. ISSN 0262-4079.
10. ↑  Skarsaune, Knut Olav (2011년 1월). “Darwin and moral realism: survival of the iffiest”. 《Philosophical Studies》 (영어) 152 (2): 229–243. doi:10.1007/s11098-009-9473-8. ISSN 0031-8116.
11. ↑  Coons, Christian (2010년 5월 14일). “How to prove that some acts are wrong (without using substantive moral premises)”. 《Philosophical Studies》 155 (1): 83–98. doi:10.1007/s11098-010-9565-5. ISSN 0031-8116.
12. ↑  Crisp, Roger (2013년 9월 30일). “Moral Naturalism and Nonnaturalism”. Oxford University Press. ISBN 978-0-19-539657-7.
13. ↑  Shafer-Landau, Russ (2017년 6월 5일). “Evolutionary Debunking, Moral Realism and Moral Knowledge”. 《Journal of Ethics and Social Philosophy》 7 (1): 1–38. doi:10.26556/jesp.v7i1.68. ISSN 1559-3061.
14. ↑  《Evolutionary ethics and contemporary biology》. Cambridge: Cambridge Univ. Pr. 2009. ISBN 978-0-511-49842-8.
15. ↑  《Reliģiski-filozofiski raksti》. University of Latvia.
16. ↑  윌리엄 피츠패트릭, 도덕과 진화생물학 (2018.08.30). 《참고 문헌》 규격외 변형판. 전기가오리. 118쪽.

## 더 읽어보기
- Curry, O. (2006). Who's afraid of the naturalistic fallacy? Evolutionary Psychology, 4, 234–247. Full text
- Duntley, J.D., & Buss, D.M. (2004). The evolution of evil. In A. Miller (Ed.), The social psychology of good and evil. New York: Guilford. 102–123. Full text
- Dawkins, Richard (1976). The Selfish Gene. ISBN 1-155-16265-X.
- Hare, D., Blossey, B., & Reeve, H.K. (2018) Value of species and the evolution of conservation ethics. Royal Society Open Science, 5 (11). https://doi.org/10.1098/rsos.181038. Full text
- Huxley, Julian. Evolutionary Ethics 1893-1943. Pilot, London. In USA as Touchstone for ethics Harper, N.Y. (1947) [includes text from both T.H. Huxley and Julian Huxley]
- Katz, L. (Ed.) Evolutionary Origins of Morality: Cross-Disciplinary Perspectives Imprint Academic, 2000 ISBN 0-907845-07-X
- Kitcher, Philip (1995) "Four Ways of "Biologicizing" Ethics" in Elliott Sober (ed.) Conceptual Issues in Evolutionary Biology, The MIT Press
- Kitcher, Philip (2005) "Biology and Ethics" in David Copp (ed.) The Oxford Handbook of Ethical Theory, Oxford University Press
- Krebs, D. L. & Denton, K. (2005). Toward a more pragmatic approach to morality: A critical evaluation of Kohlberg's model. Psychological Review, 112, 629–649. Full text
- Krebs, D. L. (2005). An evolutionary reconceptualization of Kohlberg's model of moral development. In R. Burgess & K. MacDonald (Eds.) Evolutionary Perspectives on Human Development, (pp. 243–274). CA: Sage Publications. Full text
- Mascaro, S., Korb, K.B., Nicholson, A.E., Woodberry, O. (2010). Evolving Ethics: The New Science of Good and Evil. Exeter, UK: Imprint Academic.
- Richerson, P.J. & Boyd, R. (2004). Darwinian Evolutionary Ethics: Between Patriotism and Sympathy. In Philip Clayton and Jeffrey Schloss, (Eds.), Evolution and Ethics: Human Morality in Biological and Religious Perspective, pp. 50–77. Full text ISBN 0-8028-2695-4
- Ridley, Matt (1996). The Origins of Virtue. Viking. ISBN 0-14-026445-0.
- Ruse, Michael (1993). "The New Evolutionary Ethics". In Nitecki, Matthew H.; Nitecki, Doris V. (eds.). Evolutionary Ethics. Albany: State University of New York. ISBN 0-7914-1499-X.
- Shermer, Michael (2004). The Science of Good and Evil: Why People Cheat, Gossip, Care, Share, and Follow the Golden Rule. New York: Henry Holt and Company. ISBN 0-8050-7520-8.
- Teehan, J. & diCarlo, C. (2004). On the Naturalistic Fallacy: A conceptual basis for evolutionary ethics. Evolutionary Psychology, 2, 32–46. Full text
- de Waal, Frans (1996). Good Natured: The Origins of Right and Wrong in Humans and Other Animals. London: Harvard University Press. ISBN 0-674-35660-8.
- Walter, A. (2006). The anti-naturalistic fallacy: Evolutionary moral psychology and the insistence of brute facts. Evolutionary Psychology, 4, 33–48. Full text
- Wilson, D. S., E. Dietrich, et al. (2003). On the inappropriate use of the naturalistic fallacy in evolutionary psychology. Biology and Philosophy 18: 669–682. Full text
- Wilson, D. S. (2002). Evolution, morality and human potential. Evolutionary Psychology: Alternative Approaches. S. J. Scher and F. Rauscher, Kluwer Press: 55-70 Full text
- Wilson, E. O. (1979). On Human Nature. ISBN 0-671-54130-7.
- Wright, Robert (1995). The Moral Animal. ISBN 0-679-40773-1.

## 참고 링크
- The Evolution of Ethics: An Introduction to Cybernetic Ethics by S. E. Bromberg
- Evolutionary Ethics at the Internet Encyclopedia of Philosophy
- FitzPatrick, William. "Morality and Evolutionary Biology". In Zalta, Edward N. (ed.). Stanford Encyclopedia of Philosophy.
- Okasha, Samir. "Biological Altruism". In Zalta, Edward N. (ed.). Stanford Encyclopedia of Philosophy.